# رودولفو جوونزانا
رودولفو جوونزانا (ایتالیایی: Rodolfo Giovenzana؛ زادهٔ ۲۲ فوریهٔ ۱۹۴۹) بازیکن والیبال اهل ایتالیا بود.  وی در بازی‌های المپیک تابستانی ۱۹۷۶ شرکت کرده‌است.